# Мала Шестірня
Мала́ Шесті́рня — село в Україні, у Високопільській селищній громаді Бериславського району Херсонської області. Населення становить 380 осіб.

## Історія
12 червня 2020 року, відповідно до Розпорядження Кабінету Міністрів України від № 726-р «Про визначення адміністративних центрів та затвердження територій територіальних громад Херсонської області», увійшло до складу Високопільської селищної громади.
19 липня 2020 року, в результаті адміністративно-територіальної реформи та ліквідації  Високопільського району, увійшло до складу Бериславського району.

### Російсько-українська війна
На початку березня 2022 року окуповане російськими військами. 31 березня 2022 року ЗСУ звільнили село від російської окупації.

## Населення
Згідно з переписом УРСР 1989 року чисельність наявного населення села становила 340 осіб, з яких 155 чоловіків та 185 жінок.
За переписом населення України 2001 року в селі мешкало 380 осіб.

### Мовний склад
Рідна мова населення за даними перепису 2001 року:
| Мова       | Чисельність, осіб | Доля     |
| ---------- | ----------------- | -------- |
| Українська | 370               | 97,37 %  |
| Російська  | 10                | 2,63 %   |
| Разом      | 380               | 100,00 % |